# Oroslavje
Oroslavje este un oraș în cantonul Krapina-Zagorje, Croația, având o populație de 6.138 de locuitori (2011).

## Demografie
Componența etnică a orașului Oroslavje
     Croați (98,96%)
     Necunoscut (0,05%)
     Neclasificat (0,81%)
Componența confesională a orașului Oroslavje
     Catolici (95,08%)
     Fără religie și atei (1,48%)
     Necunoscută (2,07%)
     Alte religii (1,37%)
Conform recensământului din 2011, orașul Oroslavje avea 6.138 de locuitori. Din punct de vedere etnic, majoritatea locuitorilor (98,96%) erau croați. Apartenența etnică nu este cunoscută în cazul a 0,05% din locuitori. Din punct de vedere confesional, majoritatea locuitorilor (95,08%) erau catolici, cu o minoritate de persoane fără religie și atei (1,48%). Pentru 2,07% din locuitori nu este cunoscută apartenența confesională.